# HD 110067
HD 110067 är en ensam stjärna belägen i den mellersta delen av stjärnbilden Berenikes hår. Den har en gemensam skenbar magnitud av ca 8,43 och kräver ett mindre teleskop för att kunna observeras. Baserat på parallax enligt Gaia Data Release 3 på ca 140,4 mas beräknas den befinna sig på ett avstånd av ca 105 ljusår (ca parsec)' från solen. Den rör sig närmare solen med en heliocentrisk radialhastighet av ca -8,6 km/s. HD 110067 är en del av ett utbrett trippelstjärnesystem, tillsammans med den spektroskopiska dubbelstjärnan HD 110106.

## Observation
HD 110067 är en stjärna med sex kända sub-Neptunus exoplaneter (b, c, d, e, f, g) med radier från 1,94 till 2,85 jordradier och med densiteter (och fasta kärnor) som liknar gasjättar i solsystemet. Ingen av planeterna i planetsystemet befanns befinna sig i den beboeliga zonen för liv som vi känner det. Planeterna kretsar kring värdstjärnan i en rytmisk omloppsresonans. De två innersta exoplaneterna som kretsar kring HD 110067, upptäcktes först av rymdteleskopet TESS (NASA) med hjälp av transitmetoden år 2020. De återstående fyra exoplaneterna bekräftades senare år 2023 som ett resultat av ytterligare observationer med rymdteleskopet CHEOPS ( European Space Agency ).

## Egenskaper
HD 110067 är en gul till vit stjärna i huvudserien av spektralklass K0 V. Den har en massa av ca 0,8 solmassa, en radie av ca 0,79 solradie och har en effektiv temperatur av ca 5 300 K.

## Planetsystem
Sex sub-Neptunus exoplaneter (b, c, d, e, f, g) med planetradier från 1,94  till 2,85  jordradier är kända kring värdstjärnan HD 110067. Alla planeter är mindre än Neptunus och har stora atmosfärer. Massorna för alla sex planeterna i systemet varierar från 3,9  till 8,5 jordmassor. Alla planetbanor i HD 110067-systemet är närmare dess stjärna än avståndet mellan planeten Merkurius och solen.
Planeterna kretsar kring värdstjärnan i synkroniserade rytmer av omloppsresonans (en sällsynt procent av sådana system i Vintergatan har denna symmetri): den innersta planeten kretsar tre gånger för varje två gånger nästa planet är ute – en så kallad 3:2-resonans; samma 3:2-resonans gäller även den andra och tredje planeten, såväl som den tredje och fjärde planeten; medan den fjärde planeten kretsar fyra gånger för varje tre gånger den femte planeten är ute – i en så kallad 4:3-resonans; dessutom kretsar den näst sista femte planeten kring den sjätte planeten i samma 4:3-resonans. Dessutom fullbordar den innersta planeten sex varv på exakt samma tid som den yttersta planeten fullbordar ett varv.
Resonansförhållandet för hela systemet är 54:36:24:16:12:9.
| Planet | Massa          | Halv storaxel (AE) | Siderisk omloppstid (d) | Excentricitet | Inklination     | Radie            |
| ------ | -------------- | ------------------ | ----------------------- | ------------- | --------------- | ---------------- |
| b      | 5,69 ± 1,78 M🜨 | 0,03958 ± 0,0793   | 9,113768                | -             | 89,061 ± 0,099° | 2,200 ± 0,030 R🜨 |
| c      | <6,3 M🜨        | 0,1039 ± 0,0013    | 13,673694               | -             | 89,687 ± 0,163° | 2,388 ± 0,036 R🜨 |
| d      | 8.52 ± 3,25 M🜨 | 0,1362 ± 0,0017    | 20,519617               | -             | 89,248 ± 0,046° | 2,852 ± 0,039 R🜨 |
| e      | <3,9 M🜨        | 0,1785 ± 0,0022    | 30,793091               | -             | 89,867 ± 0,089° | 1,940 ± 0,040 R🜨 |
| f      | 5,04 ± 1,89 M🜨 | 0,2163 ± 0,0026    | 41,05854                | -             | 89,673 ± 0,046° | 2,601 ± 0,042 R🜨 |
| g      | <8,4 M🜨        | 0,2621 ± 0,0032    | 54,7699                 | -             | 89,729 ± 0,073° | 0,052 R🜨         |